# 轰天炮
《致命武器》（英語：Lethal Weapon）是1987年上映的一部美国动作片，由李察·唐纳執導，梅爾·吉勃遜和丹尼·葛洛佛主演。該片獲得破億票房，之後又先後拍攝三部續集。
本片講述剛過50歲生日的警官羅傑·莫陶接到任務，要與馬丁·瑞格合作。瑞格因为喪妻意志消沉，人們说他有自毁倾向，與莫陶搭档後一開始衝突不斷。接手的是一擇跳樓案件，但法醫的調查證實是謀殺，死者是莫陶在越南戰爭時戰友麥克·漢薩克的女兒。繼續調查發現，麥克是因為與販毒集團的糾葛才遭此禍端。莫陶去麥克家詢問事情的真相，结果麥克也被暗殺，莫陶的女兒被綁架。經過一連串激烈的追逐，瑞格最终解决販毒黑幫的打手約書亞，並與莫陶成為好友。